# Edgar Iván Pacheco
Edgar Iván Pacheco Rodríguez (Guadalajara, 22 gennaio 1990) è un ex calciatore messicano, di ruolo centrocampista.

## Carriera

### Club
Dopo aver giocato nell'Atlas, nel 2011 si trasferisce al Tigres UANL.
Il 1º luglio 2012 si trasferisce al León.

### Nazionale
Debutta con la nazionale messicana nel 2009.

## Palmarès

### Club

#### Competizioni nazionali
- Campionato messicano: 1

Tigres: 2011 (A)